# Gourchelles
Gourchelles település Franciaországban, Oise megyében. Lakosainak száma 104 fő (2022. január 1.). Gourchelles Fouilloy, Lannoy-Cuillère, Quincampoix-Fleuzy, Romescamps és Abancourt községekkel határos.

## Népesség
A település népességének változása:
| Lakosok száma | 130  | 128  | 131  | 121  | 115  | 109  | 107  | 106  | 104  |
|               | 2013 | 2015 | 2016 | 2017 | 2018 | 2019 | 2020 | 2021 | 2022 |